# Lagumot Harris
Lagumot Gagiemem Nimidere Harris (1938. – 8. rujna 1999.) bio je pastor, političar i predsjednik otočne države Nauru.
Lagumot Harris bio je predsjednik Naurua dva puta: prvi put mu je mandat trajao samo mjesec dana (od 19. travnja do 15. svibnja 1978.), dok je drugi put bio predsjednik od 22. studenog 1995. do 11. studenog 1996.
Privatno je bio pastor u protestantskoj crkvi na otoku i imao je šestoro djece.